# Birkózás az 1960. évi nyári olimpiai játékokon
Az 1960. évi nyári olimpiai játékokon a birkózás tizenhat versenyszámból állt. Kötöttfogásban és szabadfogásban egyaránt nyolc-nyolc olimpiai bajnokot avattak.

## Éremtáblázat
(A táblázatokban a magyar csapat eltérő háttérszínnel, az egyes számoszlopok legmagasabb értéke, vagy értékei vastagítással kiemelve.)
| Az 1960. évi nyári olimpiai játékok éremtáblázata birkózásban | Az 1960. évi nyári olimpiai játékok éremtáblázata birkózásban | Az 1960. évi nyári olimpiai játékok éremtáblázata birkózásban | Az 1960. évi nyári olimpiai játékok éremtáblázata birkózásban | Az 1960. évi nyári olimpiai játékok éremtáblázata birkózásban | Olimpia  |
| ------------------------------------------------------------- | ------------------------------------------------------------- | ------------------------------------------------------------- | ------------------------------------------------------------- | ------------------------------------------------------------- | -------- |
|                                                               | Ország                                                        | Arany                                                         | Ezüst                                                         | Bronz                                                         | Összesen |
| 1.                                                            | Törökország (TUR)                                             | 7                                                             | 2                                                             | 0                                                             | 9        |
| 2.                                                            | Szovjetunió (URS)                                             | 3                                                             | 2                                                             | 5                                                             | 10       |
| 3.                                                            | Egyesült Államok (USA)                                        | 3                                                             | 0                                                             | 0                                                             | 3        |
| 4.                                                            | Bulgária (BUL)                                                | 1                                                             | 3                                                             | 2                                                             | 6        |
| 5.                                                            | Egyesült Német Csapat (EUA)                                   | 1                                                             | 3                                                             | 0                                                             | 4        |
| 6.                                                            | Románia (ROU)                                                 | 1                                                             | 1                                                             | 1                                                             | 3        |
| 7.                                                            | Irán (IRI)                                                    | 0                                                             | 1                                                             | 2                                                             | 3        |
| 8.                                                            | Egyesült Arab Köztársaság (RAU)                               | 0                                                             | 1                                                             | 0                                                             | 1        |
| 8.                                                            | Japán (JPN)                                                   | 0                                                             | 1                                                             | 0                                                             | 1        |
| 8.                                                            | Jugoszlávia (YUG)                                             | 0                                                             | 1                                                             | 0                                                             | 1        |
| 8.                                                            | Magyarország (HUN)                                            | 0                                                             | 1                                                             | 0                                                             | 1        |
| 12.                                                           | Svédország (SWE)                                              | 0                                                             | 0                                                             | 2                                                             | 2        |
| 13.                                                           | Csehszlovákia (TCH)                                           | 0                                                             | 0                                                             | 1                                                             | 1        |
| 13.                                                           | Franciaország (FRA)                                           | 0                                                             | 0                                                             | 1                                                             | 1        |
| 13.                                                           | Lengyelország (POL)                                           | 0                                                             | 0                                                             | 1                                                             | 1        |
| 13.                                                           | Pakisztán (PAK)                                               | 0                                                             | 0                                                             | 1                                                             | 1        |
|                                                               |                                                               |                                                               |                                                               |                                                               |          |
| Összesen                                                      | Összesen                                                      | 16                                                            | 16                                                            | 16                                                            | 48       |

## Szabadfogású birkózás

### Éremtáblázat
| Az 1960. évi nyári olimpiai játékok éremtáblázata szabadfogású birkózásban | Az 1960. évi nyári olimpiai játékok éremtáblázata szabadfogású birkózásban | Az 1960. évi nyári olimpiai játékok éremtáblázata szabadfogású birkózásban | Az 1960. évi nyári olimpiai játékok éremtáblázata szabadfogású birkózásban | Az 1960. évi nyári olimpiai játékok éremtáblázata szabadfogású birkózásban | Olimpia  |
| -------------------------------------------------------------------------- | -------------------------------------------------------------------------- | -------------------------------------------------------------------------- | -------------------------------------------------------------------------- | -------------------------------------------------------------------------- | -------- |
|                                                                            | Ország                                                                     | Arany                                                                      | Ezüst                                                                      | Bronz                                                                      | Összesen |
| 1.                                                                         | Törökország (TUR)                                                          | 4                                                                          | 2                                                                          | 0                                                                          | 6        |
| 2.                                                                         | Egyesült Államok (USA)                                                     | 3                                                                          | 0                                                                          | 0                                                                          | 3        |
| 3.                                                                         | Egyesült Német Csapat (EUA)                                                | 1                                                                          | 0                                                                          | 0                                                                          | 1        |
| 4.                                                                         | Szovjetunió (URS)                                                          | 0                                                                          | 2                                                                          | 3                                                                          | 5        |
| 5.                                                                         | Bulgária (BUL)                                                             | 0                                                                          | 2                                                                          | 1                                                                          | 3        |
| 6.                                                                         | Irán (IRI)                                                                 | 0                                                                          | 1                                                                          | 1                                                                          | 2        |
| 7.                                                                         | Japán (JPN)                                                                | 0                                                                          | 1                                                                          | 0                                                                          | 1        |
| 8.                                                                         | Lengyelország (POL)                                                        | 0                                                                          | 0                                                                          | 1                                                                          | 1        |
| 8.                                                                         | Pakisztán (PAK)                                                            | 0                                                                          | 0                                                                          | 1                                                                          | 1        |
| 8.                                                                         | Svédország (SWE)                                                           | 0                                                                          | 0                                                                          | 1                                                                          | 1        |
|                                                                            |                                                                            |                                                                            |                                                                            |                                                                            |          |
| Összesen                                                                   | Összesen                                                                   | 8                                                                          | 8                                                                          | 8                                                                          | 24       |

### A szabadfogású birkózás érmesei
| Az 1960. évi nyári olimpiai játékok érmesei szabadfogású birkózásban |                                                 |                                            |                                           |
| Versenyszám                                                          | Arany                                           | Ezüst                                      | Bronz                                     |
| lepkesúly (52 kg-ig)                                                 | Ahmet Bilek · Törökország (TUR)                 | Macubara Maszajuki · Japán (JPN)           | Ebrahim Szeifpour · Irán (IRI)            |
| légsúly (57 kg-ig)                                                   | Terrence McCann · Egyesült Államok (USA)        | Nezsdet Zalev · Bulgária (BUL)             | Tadeusz Trojanowski · Lengyelország (POL) |
| pehelysúly (62 kg-ig)                                                | Mustafa Dağıstanlı · Törökország (TUR)          | Sztancso Ivanov · Bulgária (BUL)           | Vlagyimir Rubasvili · Szovjetunió (URS)   |
| könnyűsúly (67 kg-ig)                                                | Shelby Wilson · Egyesült Államok (USA)          | Vlagyimir Szinyavszkij · Szovjetunió (URS) | Enyu Valcsev · Bulgária (BUL)             |
| váltósúly (73 kg-ig)                                                 | Douglas Blubaugh · Egyesült Államok (USA)       | İsmail Oğan · Törökország (TUR)            | Muhammed Bashir · Pakisztán (PAK)         |
| középsúly (79 kg-ig)                                                 | Hasan Güngör · Törökország (TUR)                | Georgij Szhirtladze · Szovjetunió (URS)    | Hans Antonsson · Svédország (SWE)         |
| félnehézsúly (87 kg-ig)                                              | İsmet Atlı · Törökország (TUR)                  | Gholamreza Takhti · Irán (IRI)             | Anatolij Albul · Szovjetunió (URS)        |
| nehézsúly (87 kg-tól)                                                | Wilfried Dietrich · Egyesült Német Csapat (EUA) | Hamit Kaplan · Törökország (TUR)           | Szavkuz Dzaraszov · Szovjetunió (URS)     |

## Kötöttfogású birkózás

### Éremtáblázat
| Az 1960. évi nyári olimpiai játékok éremtáblázata kötöttfogású birkózásban | Az 1960. évi nyári olimpiai játékok éremtáblázata kötöttfogású birkózásban | Az 1960. évi nyári olimpiai játékok éremtáblázata kötöttfogású birkózásban | Az 1960. évi nyári olimpiai játékok éremtáblázata kötöttfogású birkózásban | Az 1960. évi nyári olimpiai játékok éremtáblázata kötöttfogású birkózásban | Olimpia  |
| -------------------------------------------------------------------------- | -------------------------------------------------------------------------- | -------------------------------------------------------------------------- | -------------------------------------------------------------------------- | -------------------------------------------------------------------------- | -------- |
|                                                                            | Ország                                                                     | Arany                                                                      | Ezüst                                                                      | Bronz                                                                      | Összesen |
| 1.                                                                         | Szovjetunió (URS)                                                          | 3                                                                          | 0                                                                          | 2                                                                          | 5        |
| 2.                                                                         | Törökország (TUR)                                                          | 3                                                                          | 0                                                                          | 0                                                                          | 3        |
| 3.                                                                         | Bulgária (BUL)                                                             | 1                                                                          | 1                                                                          | 1                                                                          | 3        |
| 3.                                                                         | Románia (ROU)                                                              | 1                                                                          | 1                                                                          | 1                                                                          | 3        |
| 5.                                                                         | Egyesült Német Csapat (EUA)                                                | 0                                                                          | 3                                                                          | 0                                                                          | 3        |
| 6.                                                                         | Egyesült Arab Köztársaság (RAU)                                            | 0                                                                          | 1                                                                          | 0                                                                          | 1        |
| 6.                                                                         | Jugoszlávia (YUG)                                                          | 0                                                                          | 1                                                                          | 0                                                                          | 1        |
| 6.                                                                         | Magyarország (HUN)                                                         | 0                                                                          | 1                                                                          | 0                                                                          | 1        |
| 9.                                                                         | Csehszlovákia (TCH)                                                        | 0                                                                          | 0                                                                          | 1                                                                          | 1        |
| 9.                                                                         | Franciaország (FRA)                                                        | 0                                                                          | 0                                                                          | 1                                                                          | 1        |
| 9.                                                                         | Irán (IRI)                                                                 | 0                                                                          | 0                                                                          | 1                                                                          | 1        |
| 9.                                                                         | Svédország (SWE)                                                           | 0                                                                          | 0                                                                          | 1                                                                          | 1        |
|                                                                            |                                                                            |                                                                            |                                                                            |                                                                            |          |
| Összesen                                                                   | Összesen                                                                   | 8                                                                          | 8                                                                          | 8                                                                          | 24       |

### A kötöttfogású birkózás érmesei
| Az 1960. évi nyári olimpiai játékok érmesei kötöttfogású birkózásban |                                      |                                                    |                                            |
| Versenyszám                                                          | Arany                                | Ezüst                                              | Bronz                                      |
| lepkesúly (52 kg-ig)                                                 | Dumitru Pîrvulescu · Románia (ROU)   | Osman El-Sayed · Egyesült Arab Köztársaság (RAU)   | Mohammad Paziraei · Irán (IRI)             |
| légsúly (57 kg-ig)                                                   | Oleg Karavajev · Szovjetunió (URS)   | Ion Cernea · Románia (ROU)                         | Dinko Petrov · Bulgária (BUL)              |
| pehelysúly (62 kg-ig)                                                | Müzahir Sille · Törökország (TUR)    | Polyák Imre · Magyarország (HUN)                   | Konsztantyin Virupajev · Szovjetunió (URS) |
| könnyűsúly (67 kg-ig)                                                | Avtandil Koridse · Szovjetunió (URS) | Branislav Martinović · Jugoszlávia (YUG)           | Gustaf Freij · Svédország (SWE)            |
| váltósúly (73 kg-ig)                                                 | Mithat Bayrak · Törökország (TUR)    | Günther Maritschnigg · Egyesült Német Csapat (EUA) | René Schiermeyer · Franciaország (FRA)     |
| középsúly (79 kg-ig)                                                 | Dimitar Dobrev · Bulgária (BUL)      | Lothar Metz · Egyesült Német Csapat (EUA)          | Ion Ţăranu · Románia (ROU)                 |
| félnehézsúly (87 kg-ig)                                              | Tevfik Kiş · Törökország (TUR)       | Krali Bimbalov · Bulgária (BUL)                    | Givi Kartozija · Szovjetunió (URS)         |
| nehézsúly (87 kg-tól)                                                | Ivan Bohdan · Szovjetunió (URS)      | Wilfried Dietrich · Egyesült Német Csapat (EUA)    | Bohumil Kubát · Csehszlovákia (TCH)        |

## Magyar részvétel
Az olimpián Magyarországot tíz birkózó képviselte. Szabadfogású birkózásban öt, kötöttfogású birkózásban hat magyar induló volt. Gurics György mindkét fogásnemben versenyzett. A magyar birkózók összesen 
- egy második,
- két negyedik és
- két ötödik

helyezést értek el, és ezzel tizenöt – szabadfogásban négy, kötöttfogásban tizenegy – olimpiai pontot szereztek. Az egyes fogásnemekben és súlycsoportokban a következő magyar birkózók indultak (pontszerző helyen végzettek esetén zárójelben az elért helyezés):
| Magyar birkózók az 1960. évi nyári olimpiai játékokon |                   |                   |
| Súlycsoport                                           | Szabadfogás       | Kötöttfogás       |
| lepkesúly (52 kg-ig)                                  |                   |                   |
| légsúly (57 kg-ig)                                    |                   | Hódos Imre        |
| pehelysúly (62 kg-ig)                                 | Kellermann József | Polyák Imre (2.)  |
| könnyűsúly (67 kg-ig)                                 | Tóth Gyula        |                   |
| váltósúly (73 kg-ig)                                  |                   | Rizmayer Antal    |
| középsúly (79 kg-ig)                                  | Hollósi Géza (5.) | Gurics György     |
| félnehézsúly (87 kg-ig)                               | Gurics György     | Piti Péter (4.)   |
| nehézsúly (87 kg-tól)                                 | Reznák János (5.) | Kozma István (4.) |